# 比嘉一雄
比嘉 一雄（ひが かずお、1983年7月4日 - ）は、福岡県北九州市出身のパーソナルトレーナー。株式会社CALADA LAB.(カラダラボ)代表取締役。株式会社ALL YOU NEED IS(オールユーニードイズ)代表取締役。東京大学大学院石井直方研究室修士課程修了、博士課程満期卒業。

## 来歴
福岡県立東筑高等学校ではラグビー部に所属していた。一浪を経て早稲田大学スポーツ科学部スポーツ医科学科へ進学し2007年3月卒業。東京大学大学院総合文化研究科広域科学専攻生命環境科学系身体運動科学に進学し、筋生理学の権威である石井直方研究室に在籍。世界的指揮者佐渡裕のカラダ作りを始め数多くのボディメイクをサポートし、研究と現場のハイブリッドトレーナーとして活動中。雑誌での連載、著書、セミナーも多数。

## 略歴
- 1983年7月 - 福岡県北九州市生まれ
- 2002年3月 - 福岡県立東筑高等学校卒業
- 2007年3月 - 早稲田大学スポーツ科学部スポーツ医科学科卒業
- 2007年4月 - 東京大学大学院総合文化研究科修士課程入学（石井直方研究室）
- 2013年7月 - 株式会社カラダラボ設立[10]
- 2015年4月 - からだプリマ イトーヨーカドー流山店(1号店)監修
- 2015年12月 - からだプリマ イトーヨーカドー東村山店(2号店)監修
- 2016年7月 - からだプリマ イトーヨーカドー藤沢店(3号店)監修[11]
- 2018年 - 株式会社ALL YOU NEED IS設立[12]
- 2018年 - Schoo講師[13]
- 2019年11月 - Youtubeチャンネル東京筋肉大学開設
- 2020年1月 - CESにてIotトレーニングマシン「HigatrecR」イノベーションアワードを受賞[14][15]
- 2020年3月 - プロテインレーベル漲.minagi.設立[16]
- 2020年4月 - オンライントレーニングレーベル Remote Workout新設[17]

## 著作

### 単著
- 自重筋トレ100の基本 ASIN B00MIFRRE2 (2013年5月21日)
- 10日間・お腹の凹ませ方 ASIN B00UAO8346 (2013年10月10日)
- 1日5分からの体幹トレーニング ISBN 4777930238 (2013年11月14日)
- 10日間でなれる細マッチョ ASIN B00UAO8DKA (20013-12-26)
- 痩せる筋トレ痩せない筋トレ ISBN 4584124302 (2014年1月9日)
- 筋トレの基本 ASIN B00MIG7M9Q (2014年3月25日)
- 筋トレの王道 (カラダの教科書) ASIN B00MIG7M5A (2014年3月25日)
- 自重筋トレ365 ASIN B00UFURUQC (2014年3月27日)
- 見ながらできる! 自重筋トレダイエットDVD BOOK ISBN 480022828X (2014年7月23日)
- DVD付き 比嘉式自重筋トレダイエット ISBN 459407085X (2014年7月31日)
- 自重体幹トレ100の基本 ASIN B00SBNWXHQ (2014年9月29日)
- 仕事でモテる男はなぜ、体を鍛えているのか? ASIN B00XU1L7X0 (2015年3月24日)
- 速トレ「速い筋トレ」なら最速でやせる！ ISBN 4262166309 (2015年5月15日)
- 2週間で腹凹 即効自重筋トレASIN B01009R6M0 (2015年5月21日)
- きょうのうちトレ ISBN 4537212799 (2015年5月29日)
- 効く筋肉が見える 筋トレ図鑑 ～自重トレーニングで30才の体を取り戻そう ISBN 4774173983 (2015年7月22日)
- 自重筋トレ100の基本 中上級編 ASIN B01DZX3TVA (2016年3月22日)
- 寝たまま簡単ストレッチ ASIN B01F87U7LG (2016年4月21日)
- 忙しい人のための「自重筋トレ」 ASIN B01JKO3OYK (2006年7月14日)
- 驚くほど伸びる 動的ストレッチ ISBN 426216554X (2016年9月13日)
- まいにち、筋トレ ISBN 4777942414 (2016年9月28日)
- 最高のカラダになる自重筋トレDVD BOOK ASIN B01MR6TOG1 (2016年12月31日)
- 硬い体が驚くほど気持ち良く伸びる自重ストレッチ ASIN B06ZZ1T1ZG (2017年4月4日)
- ポキッ、ぐったり、ぷよぷよしない体をつくる自重筋トレ+骨トレ ISBN 4396616066 (2017年6月2日)
- 女子のためのずぼら筋トレ ASIN B073P51B9F (2017年6月26日)
- 比嘉一雄の自重筋トレ"腹"編 ASIN B07BF55NKX (2018年2月16日)
- 比嘉一雄の自重筋トレ胸・腕・背中編 ASIN B07BQVBBS2 (2018年2月16日)
- 定年からの寝ながらできる簡単筋トレ ISBN 4800284538 (2018年05月24日)
- 7Daysスクワット ASIN B07DRB8F78 (2018年6月19日)
- 燃えトレ ASIN B07QM3YJP3 (2019年4月1日)
- 血糖値が下がるストレッチ ISBN 4800294681 (2019年5月24日)
- NHK趣味どきっ！(月曜)スロトレ＋(プラス)目指せ！2か月で3歳若返り ASIN B081RK8RDK (2019年11月1日)
- 部分やせが目指せる女子の自重筋トレ決定版　ASIN B082XXPG4D (2019年12月25日)
- ゆるやせストレッチ ISBN 4405087008 (2020年2月4日)
- 自重筋トレ100の基本 スロトレ編 ISBN 4777960242 (2020年10月23日)

### 共著
- 腹筋☆男子―MEN’S“FUKKIN”SUPER TRAINI 比嘉一雄、竹並恵里 ISBN 4583618581　(2012年7月2日)
- 48歳からも成長ホルモンできれいになる。 米井嘉一、比嘉一雄 ISBN 4844376195 (2014年2月20日)
- 免疫力アップの自重筋トレ 安保徹、比嘉一雄 ASIN B01DNCCL94 (2015年12月3日)
- おこもり太り解消読本 川野泰周、篠原絵里佳、比嘉一雄 ISBN 4777959791 (2020年6月24日)

## DVD
スロトレ+(プラス)目指せ!2か月で3歳若返り ASIN B084DHWM15 (2020年4月24日)

## TV
- バース・デイ TBS(2010年3月)
- エチカの鏡〜ココロにキクTV〜 フジテレビ(2010年7月)
- はなまるマーケット TBS[18](2012年10月)
- 趣味どきっ! NHK[19](2019年12月～2020年1月)
- あさイチ NHK[20][21](2020年2月18日、4月28日)
- 大下容子ワイド!スクランブル テレビ朝日[22](2020年3月10日)
- ごごナマ NHK[23](2020年10月20日)

## 雑誌
- トレーニングマガジン「トレーニングリテラシー『唯一』 vol.13(2009年3月 )[24]
- トレーニングマガジン「筋肉談義」vol.13(2009年3月)
- OCEANS オトウチャンズ「おんぶ編」(2010年12月)
- OCEANS ダイエット企画(2010年6月)
- OCEANS ダイエット企画(2010年7月)
- OCEANS ダイエット企画(2010年8月)
- OCEANS ダイエット企画(2010年9月)
- ゴルフダイジェスト「ゴルフにこそ体幹」(2011年10月)
- OCEANS　筋肉ソムリエ(2011年11月)
- BODY plus net「ミトコンドリアとダイエットについて」(2011年12月)
- トレーニングマガジン「愛しの筋肥大」前編 vol.20(2011年12月)
- OCEANS 短パンの似合うカラダ(2011年4月)
- トレーニングマガジン「ひとりでできるもん」前編vol.18(2011年7月)
- トレーニングマガジン「ひとりでできるもん」後編vol.19(2011年9月)
- トレーニングマガジン「パンプアップに弄ばれて」vol.24(2012年3月)
- トレーニングマガジン「愛しの筋肥大」後編vol.21(2012年3月)
- 大人のカラダSTYLE VOL.6一週間で体を変える!基礎知識(2012年3月)
- 大人のカラダSTYLE VOL.9筋肉痛(2012年3月)
- MEN's LEE 短パン系トレーニング(2012年5月)
- OCEANS　ダイエット知識(2012年6月)
- Yogini「アシュタンガ・ヨガの生理学的知見」(2012年6月)
- トレーニングマガジン「雄弁な背中」後編vol.23(2012年9月)
- トレーニングマガジン「わがままボディ Cocurrent Trainingについて」vol.29(2013年10月)
- トレーニングマガジン「主張する胸板」vol.30(2013年12月)
- 大人のカラダSTYLE VOL.10 正月太り(2013年1月)
- 大人のカラダSTYLE VOL.10 速筋反動ストレッチ(2013年1月)
- VOLT vol.10 歪みのエクササイズ&ストレッチ(2013年2月)
- トレーニングマガジン「研ぎ澄まされたカラダ-ストリエーション-」vol.25(2013年2月)
- トレーニングマガジン「筋肉はプラスチック オーバートレーニング」vol.26(2013年4月)
- MEN'S NON-NO「Tシャツ・短パンの似合う体のつくり方」(2013年6月)
- トレーニングマガジン「ステロイドドーピングについて」 vol.27(2013年6月)
- OCEANS　筋トレ特集(2013年8月)
- トレーニングマガジン「筋肉痛について」vol.28(2013年8月)
- 別冊 大人のカラダSTYLE 4ヶ月の筋トレでカラダを変える(2013年8月)
- OCEANS 筋肉ソムリエ 連載(2013年9月〜現在)
- Ambitious『一日5分から始めるトレーニング』(2014年11月)
- 日経ヘルス『バウンド＆ブレーキ筋トレ』(2014年11月)
- やせるJELLY vol.5『誰でもできる自重筋トレ』(2014年12月)
- 日経ヘルス(2014年12月)
- 日経ヘルス臨時増刊 決定版 『バウンドエクササイズ』(2014年12月)
- 日経ヘルス臨時増刊 決定版『美容＆ダイエット大賞 自重筋トレ100の基本』(2014年12月)
- OCEANS 『正月太り解消トレは鍛える・揉む・走る！』(2014年1月)
- トレーニングマガジン「マニュアルレジスタンス」 vol.31(2014年2月)
- VOLT 2014年5月号 ECCトレーニング(2014年3月)
- VOLT vol.10 歪みのエクササイズ&ストレッチ(2014年3月)
- トレーニングマガジン「ECC」(2014年4月)
- クロワッサン特大号『1日5分1種目でOK 私たちのための筋トレ、基礎のキソ』(2014年5月)
- チョキチョキ5月号『細マッチョ体型はこうして作る！』(2014年5月)
- せめて体脂肪くらい10代に(2014年5月)
- からだにいいこと『50代女性のスロトレ』(2014年7月)
- 日経ヘルス『下半身を引き締める5分反動ストレッチ』(2014年7月)[25]
- 日経トレンディ2018年4月号本誌、特別付録"たった5分！"自重筋トレBOOK(2018年4月)